# Йоэнсуу, Йессе
Йессе Йоэнсуу (фин. Jesse Joensuu; 5 октября 1987, Пори) — финский хоккеист, левый крайний нападающий. Чемпион мира 2011 года в составе сборной Финляндии. Игрок клуба «Эссят».

## Карьера в хоккее
В составе команды своего родного города Пори «Эссят» Йессе дебютировал в сентябре 2003 г., когда ему не было ещё и 16-ти лет.
Летом 2006 года на драфте НХЛ во втором раунде под общим 60-м номером его выбрал клуб «Нью-Йорк Айлендерс».
По окончании сезона 2007/2008, по итогам которого Йоэнсуу с 35 очками стал лучшим бомбардиром «Эссята», он уехал за океан где провёл один матч за фарм-клуб «Айлендерс» — команду «Бриджпорт Саунд Тайгерс». Следующие три года Йессе проводит в системе «Айлендерс», причём с каждым сезоном доля матчей за команду НХЛ увеличивается.
Дебютный матч в сильнейшей лиге Северной Америки для Йоэнсуу состоялся 2 марта 2009 г. — «Островитяне» нанесли поражение «Колорадо Эвеланш» со счётом 4:2. В этой игре Йессе забил и первый свой гол в НХЛ.
В мае 2011 года Йессе впервые получил приглашение в сборную Финляндии для участия в чемпионате мира, проходившем в Словакии. Подопечные Юкки Ялонена стали победителями мирового форума, во второй раз в истории страны. Йоэнсуу ни разу не выходил на лёд за все время турнира и тем не менее формально тоже считается чемпионом мира.
Летом 2011 г. Йоэнсуу заключил двухлетний контракт с шведским клубом «ХВ71».

## Статистика
| Легенда | Легенда                    | Легенда | Легенда                   | Легенда | Легенда    |
| ------- | -------------------------- | ------- | ------------------------- | ------- | ---------- |
| И       | Количество проведённых игр | Штр     | Штрафное время            | +/−     | Плюс-минус |
| Г       | Голы                       | П       | Голевые передачи          | О       | Очки       |
| -       | Статистика неизвестна      | —       | Статистика не учитывалась |         |            |